# Casa de Jaume Vergers del 73 del carrer de Sant Joan
|  | No s'ha de confondre amb Casa de Jaume Vergers del 79 del carrer de Sant Joan. |

La Casa de Jaume Vergers del 73 del carrer de Sant Joan és un edifici medieval de la vila de Vilafranca de Conflent, a la comarca del Conflent, a la Catalunya del Nord. És un edifici inventariat com a monument històric.
Com el seu nom indica, està situada en el número 73 del carrer de Sant Joan. Hi correspon la parcel·la cadastral 66.
L'edifici, originalment del segle xiii, consta de dues plantes molt reformades. De la construcció original, només es conserva l'enquadrament de la porta d'entrada, una porta d'arc ogival, i el sector de la casa proper a aquesta porta. La resta, ha estat molt refata.